# Alexander Emmanuilowitsch Nudelman
Alexander Emmanuilowitsch Nudelman (russisch Александр Эммануилович Нудельман; * 21. August 1912 in Odessa; † 2. August 1996 in Moskau) war ein sowjetischer Waffenkonstrukteur. Unter seiner Leitung entstanden zahlreiche Waffensysteme. Besondere Verdienste erwarb sich Nudelman bei der Entwicklung von Bordwaffen für Flugzeuge sowie von ungelenkten Raketen und Panzerabwehrlenkraketen.

## Leben
Nudelman wurde am 21. August 1912 im Odessaer Stadtbezirk Peresyp geboren. Sein Vater war Gießer und Modellbauer. Nudelman besuchte eine berufsbildende Schule und schloss 1929 das Technikum in seiner Heimatstadt ab. Im Anschluss arbeitete Nudelman als Konstrukteur. Im Versuchskonstruktionsbüro 16 (russisch опытно-конструкторское бюро 16 (ОКБ-16)), auch bekannt als KB Totschmasch (КБ Точмаш), des Nudelman aus Odessa bekannten Jakow Grigorjewitsch Taubin war er führend an der Entwicklung der Flugzeugkanone MP-6 (МП-6) beteiligt. Parallel studierte Nudelman am Odessaer Polytechnischen Institut (Одесский политехнический институт), das er 1935 erfolgreich abschloss. Im Mai 1941 wurde er nach der Verhaftung Taubins zum Leiter des Konstruktionsbüros ernannt. Von 1942 bis zu seiner Pensionierung 1986 bekleidete er den Posten des Leiters und Chefkonstrukteurs des OKB-16. Während des Zweiten Weltkrieges beschäftigte sich das Konstruktionsbüro vorrangig mit der Entwicklung von Maschinenkanonen für Flugzeuge. Nach dem Kriegsende wertete das OKB-16 deutsche Entwicklungen im Bereich der ungelenkten und gelenkten Raketen aus. In der Folgezeit veränderte sich der Schwerpunkt der Arbeit des Konstruktionsbüros. Das OKB-16 entwickelte ungelenkte Luft-Boden-Raketen, Fla-Raketen kleiner Reichweite und Panzerabwehrlenkraketen. Auf diesem Gebiet war es in der damaligen Sowjetunion führend.
Im Jahre 1962 erlangte Nudelman mit einer Arbeit über Konzepte und Konstruktion automatischer Kanonenbewaffnung der neuen Generation den akademischen Grad eines Doktors der Wissenschaften.
Nudelman arbeitete eng mit Professor Leonid Andrejewitsch Linnik (Леонид Андреевич Линник) zusammen. Das im OKB-16 entwickelte erste sowjetische klinische Lasersystem wurde im Institut für Augenkrankheiten und Gewebetherapie „W. P. Filatow“ (Институт глазных болезней и тканевой терапии им. В. П. Филатова) experimentell und klinisch erprobt. Diese Arbeiten führten 1963 zur Einführung medizinischer Laserverfahren durch Professor Linnik in Odessa.
Ab 1986 arbeitet Nudelman als Berater. Von 1986 bis 1991 war er Berater des sowjetischen Ministeriums für Verteidigungsindustrie, danach bis zu seinem Tode als Berater des KB „Totschmasch“. Nudelman starb am 2. August 1996. Er wurde mit militärischen Ehren auf dem Kunzewoer Friedhof in Moskau beigesetzt.
Nudelman wurde mehrfach ausgezeichnet. 1943, 1946 und 1951 erhielt er den Stalinpreis, 1970 und 1979 den Staatspreis der UdSSR und 1964 den Leninpreis. Er wurde 1966 und 1982 als Held der sozialistischen Arbeit ausgezeichnet und erhielt außerdem viermal den Leninorden, den Orden der Oktoberrevolution, den Kutusoworden erster und zweiter Klasse und zweimal den Rotbannerorden. Nudelman war weiterhin Akademiemitglied der Kosmos-Akademie „K. E. Ziolkowski“ (академия космонавтики им. К. Э. Циолковского). Das KB „Totschmasch“ wurde ihm zu Ehren in Institut für Präzisionsmaschinenbau „A. E. Nudelman“ (КБ точного машиностроения им. А. Э. Нудельмана) umbenannt.

## Entwicklungen
Unter Leitung von Nudelman wurden zahlreiche Waffensysteme entwickelt und in die Bewaffnung der Sowjetarmee aufgenommen:

### Flugzeugwaffen
- 37-mm-Maschinenkanone NS-37 (russisch НС-37)
- 23-mm-Maschinenkanone NS-23 (russisch НС-23)
- 37-mm-Maschinenkanone N-37 (russisch Н-37)
- 45-mm-Maschinenkanone NS-45 (russisch НС-45)
- 57-mm-Maschinenkanone NS-57 (russisch НС-57)
- 76-mm-Maschinenkanone NS-76 (russisch НС-76)
- 23-mm-Maschinenkanone NR-23 (russisch НР-23)
- 30-mm-Maschinenkanone NR-30 (russisch НР-30)

### Ungelenkte Luft-Boden-Raketen
- S-5 (russisch С-5)
- S-8 (russisch С-8)
- S-25 (russisch С-25)

### Panzerabwehrlenkraketen
- 2K8 Falanga (russisch ПТРК «Фаланга»)
- 9K112 Kobra (russisch КУВ «Кобра»)
- Lenkflugkörper 9M128 Zenit (russisch ПТУР «Зенит») des Waffensystems 9K112 Kobra

### Fla-Raketensysteme
- 9K31 Strela-1 (russisch ЗРК 9К31 «Стрела-1»)
- 9K35 Strela-10 (russisch ЗРК 9К35 «Стрела-10»)

### Medizinische Geräte
- ophthalmologische Laser OK-1 und OK-2 (russisch ОК-1 und ОК-2)